# Álvaro Magalhães
Álvaro Magalhães (Porto, 1951) é um escritor português de livros e contos para crianças.

## Carreira
Nos anos de 1980, Álvaro começou por publicar poesias e poemas. Em 1982, publicou o seu primeiro livro para crianças: Histórias com Muitas Letras. Desde então, construiu uma obra singular e diversificada, que conta atualmente com mais de três dezenas de títulos e integra contos, poesia, narrativas juvenis e textos dramáticos. Têm-lhe sido atribuídos vários prémios entre os quais se destacam os prémios atribuídos pela Associação Portuguesa de Escritores e pelo Ministério da Cultura entre 1981 e 1985, o Grande Prémio Gulbenkian de Literatura para Crianças e Jovens em 2002 com o livro Hipopóptimostória de Amor e a nomeação para a Lista de Honra do IBBY (International Board on Books For Young People) em 2002, com O Limpa-Palavras e outros Poemas.
A colecção Triângulo Jota, da autoria de Álvaro Magalhães, consistiram numas aventuras juvenis que fizeram parte de um triunvirato protagonizado por Uma Aventura, tendo O Clube das Chaves como terceiro elemento, nos anos de 1990.

## Obras

### Literatura infanto-juvenil
- O menino chamado Menino, Porto, Edições Asa, 1983;
- A flauta Ternura, Lisboa, Horizonte, 1983;
- Isto é que foi ser!, Afrontamento, 1984;
- Histórias pequenas de bichos pequenos, Porto, Edições Asa, 1985;
- O Reino Perdido, Porto, Edições Asa, 1986;
- Os três presentes, Porto, Edições Asa, 1987;
- O jardim de onde nunca se regressa, Porto, Edições Litoral, 1987;
- O homem que não queria sonhar e outras histórias, Porto, Edições, Asa, 1988;
- O rapaz que voou três vezes,  Porto, Edições Asa, 1989;
- A menina curiosa, Porto, Edições Asa, 1989;
- A princesa cobra, Porto, Edições Asa, 1990;
- O rapaz de pedra, Porto, Edições Asa, 1991;
- O prazer de ler, Porto, Edições Asa, 1997;
- A Ilha do Chifre de Ouro, Lisboa, D. Quixote, 1998;
- Maldita matemática!, Porto, Edições Asa, 2000;
- O limpa-palavras e outros poemas, Porto, Edições Asa, 2000;
- Enquanto a cidade dorme,  Porto, Campo das Letras, 2000
- Hipopóptimos – Uma história de amor, Porto, Edições Asa, 2001;
- O senhor do seu nariz, Texto Editores, ilustrações de João Fazenda, 2006;
- O Último Grimm, Edições Asa, 2007;
- A profecia, quidnovi, 2009;
- O futebol ou a Vida, Porto, quidnovi, 2009;
- Todos os rapazes são gatos, Porto, Edições Asa, 2011;
- Seis fantasmas e meio, Edições Asa, 2012;
- O Senhor Pina, Porto, Assírio e Alvim, 2013;
- O Rapaz dos sapatos prateados, ASA, 2013;
- O Estranhão, Porto editora, 2014;
- O Estranhão 2: Acordem-me quando isto acabar, Porto Editora, 2015.

### Coleção Crónicas do Vampiro Valentim
1. Vampiros ou nem por isso (2010)
2. O amor faz-te mal, Valentim! (2010)
3. Mortinhos por chegar a casa (2010)
4. O gato-vampiro e outros mistérios (2010)
5. A sombra do caçador (2010)
6. A maldição da estrela morta (2010)
7. Vem aí o cometa negro (2011)
8. O mundo de lá (2011)
9. Operação "Espelho meu" (2011)
10. Apanhem-me, se puderem! (2011)
11. O Livro que se lê de olhos fechados (2011)
12. Só se morre duas vezes (2011)
13. A última noite do mundo (2011)

### Coleção Triângulo Jota
1. O olhar do dragão, Edições Asa, 1989
2. Sete Dias e Sete Noites, Edições Asa, 1989
3. Corre, Michael! Corre!, Edições Asa, 1989
4. A rapariga dos anúncios, Edições Asa, 1990
5. Ao serviço de sua Majestade, Edições Asa, 1990
6. O Vampiro do Dente de Ouro, Edições Asa, 1991
7. O Beijo da Serpente, Edições Asa, 1992
8. Guardado no coração, Edições Asa, 1993
9. A Rosa do Egipto, Edições Asa, 1995
10. O Assassino Leitor, Edições Asa, 1997
11. Pelos teus lindos olhos, Edições Asa, 1998
12. O Rei Lagarto, Edições Asa, 1998
13. A História de uma Alma, Edições Asa, 1999
14. A Bela Horrível, Edições Asa, 1999
15. O Senhor dos Pássaros, Edições Asa, 1999
16. O morto contente, Edições Asa, 2006
17. As Três pedras do Diabo, Edições Asa (volume 1), 2002
18. As Três pedras do Diabo, Edições Asa (volume 2), 2002
19. As Três pedras do Diabo, Edições Asa (volume 3) , 2002
20. O clube dos imortais, Edições Asa, 2014

### Outros
- Jogo perigoso - 50 crónicas do futebol (2001)